# Schizonycha fourchei
Schizonycha fourchei är en skalbaggsart som beskrevs av Louis Burgeon 1946. Schizonycha fourchei ingår i släktet Schizonycha och familjen Melolonthidae. Inga underarter finns listade i Catalogue of Life.